# Collegio elettorale di Caiazzo
Il collegio elettorale di Caiazzo è stato un collegio elettorale uninominale del Regno d'Italia per l'elezione della Camera dei deputati.

## Storia
Il collegio uninominale venne istituito, insieme ad altri 442, tramite regio decreto 17 dicembre 1860, n. 4513.
Fu soppresso nel 1882 in seguito alla riforma che stabilì complessivamente 135 collegi elettorali.
| Legislature           | VIII | IX   | X    | XI   | XII  | XIII | XIV  | XV   | XVI  | XVII | XVIII | XIX  | XX   | XXI  | XXII | XXIII | XXIV | XXV  | XXVI | XXVII | XXVIII | XXIX | XXX  |
| --------------------- | ---- | ---- | ---- | ---- | ---- | ---- | ---- | ---- | ---- | ---- | ----- | ---- | ---- | ---- | ---- | ----- | ---- | ---- | ---- | ----- | ------ | ---- | ---- |
| Elezioni              | 1861 | 1865 | 1867 | 1870 | 1874 | 1876 | 1880 | 1882 | 1886 | 1890 | 1892  | 1895 | 1897 | 1900 | 1904 | 1909  | 1913 | 1919 | 1921 | 1924  | 1929   | 1934 | 1939 |
| Deputati nel collegio | 1    | 1    | 1    | 1    | 1    | 1    | 1    |      |      |      |       |      |      |      |      |       |      |      |      |       |        |      |      |
|                       |      |      |      |      |      |      |      |      |      |      |       |      |      |      |      |       |      |      |      |       |        |      |      |
| Totale eletti         | 443  | 493  | 493  | 508  | 508  | 508  | 508  | 508  | 508  | 508  | 508   | 508  | 508  | 508  | 508  | 508   | 508  | 508  | 535  | 535   | 400    | 400  |      |
| Numero collegi        | 443  | 493  | 493  | 508  | 508  | 508  | 508  | 135  | 135  | 135  | 508   | 508  | 508  | 508  | 508  | 508   | 508  | 54   | 40   | 15    | 1      | 1    |      |

## Dati elettorali
Nel collegio si svolsero elezioni per sette legislature.

### VIII legislatura
Le votazioni si svolsero in 443 collegi uninominali a doppio turno. Come previsto dalla legge elettorale del 17 dicembre 1860, era eletto al primo turno il candidato che «riunisce in suo favore più del terzo dei voti del total numero dei membri componenti il collegio e più della metà dei suffragi dati dai votanti presenti all'adunanza» (art. 91). Se nessun candidato era eletto, al ballottaggio tra i due candidati con più voti era eletto chi otteneva il maggior numero di voti (art. 92) o, in caso di ugual numero di voti, il maggiore d'età (art. 93).
| Partito                            | Partito                            | Candidato                          | Primo turno 27 gennaio 1861 | Primo turno 27 gennaio 1861 | Ballottaggio 3 febbraio 1861 | Ballottaggio 3 febbraio 1861 |
| Partito                            | Partito                            | Candidato                          | Voti                        | %                           | Voti                         | %                            |
| ---------------------------------- | ---------------------------------- | ---------------------------------- | --------------------------- | --------------------------- | ---------------------------- | ---------------------------- |
|                                    | —                                  | Francesco Garofano                 | 215                         | 47,57                       | 346                          | 67,58                        |
|                                    | —                                  | Filippo de Blasio                  | 158                         | 34,96                       | 166                          | 32,42                        |
|                                    | —                                  | Pasquale Ciaburri                  | 79                          | 17,48                       |                              |                              |
|                                    |                                    |                                    |                             |                             |                              |                              |
| Iscritti                           | Iscritti                           | Iscritti                           | 752                         | 100,00                      | 752                          | 100,00                       |
| ↳ Votanti (% su iscritti)          | ↳ Votanti (% su iscritti)          | ↳ Votanti (% su iscritti)          | 580                         | 77,13                       | 512                          | 68,09                        |
| ↳ Voti validi (% su votanti)       | ↳ Voti validi (% su votanti)       | ↳ Voti validi (% su votanti)       | 452                         | 77,93                       | 512                          | 100,00                       |
| ↳ Schede non valide (% su votanti) | ↳ Schede non valide (% su votanti) | ↳ Schede non valide (% su votanti) | 128                         | 22,07                       | 0                            | 0,00                         |
| ↳ Astenuti (% su iscritti)         | ↳ Astenuti (% su iscritti)         | ↳ Astenuti (% su iscritti)         | 172                         | 22,87                       | 240                          | 31,91                        |

### IX legislatura
Le votazioni si svolsero in 493 collegi uninominali a doppio turno con la stessa normativa precedente (al primo turno un numero di voti maggiore di un terzo degli iscritti al voto).
| Partito                            | Partito                            | Candidato                          | Risultati 22 ottobre 1865 | Risultati 22 ottobre 1865 |
| Partito                            | Partito                            | Candidato                          | Voti                      | %                         |
| ---------------------------------- | ---------------------------------- | ---------------------------------- | ------------------------- | ------------------------- |
|                                    | —                                  | Michele Ungaro                     | 372                       | 57,41                     |
|                                    | —                                  | Filippo de Blasio                  | 183                       | 28,24                     |
|                                    | —                                  | Francesco Garofano                 | 93                        | 14,35                     |
|                                    |                                    |                                    |                           |                           |
| Iscritti                           | Iscritti                           | Iscritti                           | 873                       | 100,00                    |
| ↳ Votanti (% su iscritti)          | ↳ Votanti (% su iscritti)          | ↳ Votanti (% su iscritti)          | 668                       | 76,52                     |
| ↳ Voti validi (% su votanti)       | ↳ Voti validi (% su votanti)       | ↳ Voti validi (% su votanti)       | 648                       | 97,01                     |
| ↳ Schede non valide (% su votanti) | ↳ Schede non valide (% su votanti) | ↳ Schede non valide (% su votanti) | 20                        | 2,99                      |
| ↳ Astenuti (% su iscritti)         | ↳ Astenuti (% su iscritti)         | ↳ Astenuti (% su iscritti)         | 205                       | 23,48                     |

### X legislatura
Le votazioni si svolsero in 493 collegi uninominali a doppio turno con la stessa normativa precedente (al primo turno un numero di voti maggiore di un terzo degli iscritti al voto).
| Partito                            | Partito                            | Candidato                          | Primo turno 10 marzo 1867 | Primo turno 10 marzo 1867 | Ballottaggio 17 marzo 1867 | Ballottaggio 17 marzo 1867 |
| Partito                            | Partito                            | Candidato                          | Voti                      | %                         | Voti                       | %                          |
| ---------------------------------- | ---------------------------------- | ---------------------------------- | ------------------------- | ------------------------- | -------------------------- | -------------------------- |
|                                    | —                                  | Michele Ungaro                     | 283                       | 50,90                     | 381                        | 51,21                      |
|                                    | —                                  | Salvatore Pacelli                  | 273                       | 49,10                     | 363                        | 48,79                      |
|                                    |                                    |                                    |                           |                           |                            |                            |
| Iscritti                           | Iscritti                           | Iscritti                           | 908                       | 100,00                    | 908                        | 100,00                     |
| ↳ Votanti (% su iscritti)          | ↳ Votanti (% su iscritti)          | ↳ Votanti (% su iscritti)          | 567                       | 62,44                     | 753                        | 82,93                      |
| ↳ Voti validi (% su votanti)       | ↳ Voti validi (% su votanti)       | ↳ Voti validi (% su votanti)       | 556                       | 98,06                     | 744                        | 98,80                      |
| ↳ Schede non valide (% su votanti) | ↳ Schede non valide (% su votanti) | ↳ Schede non valide (% su votanti) | 11                        | 1,94                      | 9                          | 1,20                       |
| ↳ Astenuti (% su iscritti)         | ↳ Astenuti (% su iscritti)         | ↳ Astenuti (% su iscritti)         | 341                       | 37,56                     | 155                        | 17,07                      |

### XI legislatura
Le votazioni si svolsero in 508 collegi uninominali a doppio turno con la normativa del 1860 (al primo turno un numero di voti maggiore di un terzo degli iscritti al voto).
| Partito                            | Partito                            | Candidato                          | Risultati 20 novembre 1870 | Risultati 20 novembre 1870 |
| Partito                            | Partito                            | Candidato                          | Voti                       | %                          |
| ---------------------------------- | ---------------------------------- | ---------------------------------- | -------------------------- | -------------------------- |
|                                    | —                                  | Michele Ungaro                     | 380                        | 63,12                      |
|                                    | —                                  | Beniamino Caso                     | 160                        | 26,58                      |
|                                    | —                                  | Orazio Fazio                       | 62                         | 10,30                      |
|                                    |                                    |                                    |                            |                            |
| Iscritti                           | Iscritti                           | Iscritti                           | 889                        | 100,00                     |
| ↳ Votanti (% su iscritti)          | ↳ Votanti (% su iscritti)          | ↳ Votanti (% su iscritti)          | 629                        | 70,75                      |
| ↳ Voti validi (% su votanti)       | ↳ Voti validi (% su votanti)       | ↳ Voti validi (% su votanti)       | 602                        | 95,71                      |
| ↳ Schede non valide (% su votanti) | ↳ Schede non valide (% su votanti) | ↳ Schede non valide (% su votanti) | 27                         | 4,29                       |
| ↳ Astenuti (% su iscritti)         | ↳ Astenuti (% su iscritti)         | ↳ Astenuti (% su iscritti)         | 260                        | 29,25                      |

### XII legislatura
Le votazioni si svolsero in 508 collegi uninominali a doppio turno con la normativa del 1860 (al primo turno un numero di voti maggiore di un terzo degli iscritti al voto).
| Partito                            | Partito                            | Candidato                          | Primo turno 8 novembre 1874 | Primo turno 8 novembre 1874 | Ballottaggio 15 novembre 1874 | Ballottaggio 15 novembre 1874 |
| Partito                            | Partito                            | Candidato                          | Voti                        | %                           | Voti                          | %                             |
| ---------------------------------- | ---------------------------------- | ---------------------------------- | --------------------------- | --------------------------- | ----------------------------- | ----------------------------- |
|                                    | —                                  | Michele Ungaro                     | 310                         | 43,72                       | 410                           | 50,87                         |
|                                    | —                                  | Salvatore Pacelli                  | 262                         | 36,95                       | 396                           | 49,13                         |
|                                    | —                                  | Orazio Faraone                     | 137                         | 19,32                       |                               |                               |
|                                    |                                    |                                    |                             |                             |                               |                               |
| Iscritti                           | Iscritti                           | Iscritti                           | 978                         | 100,00                      | 978                           | 100,00                        |
| ↳ Votanti (% su iscritti)          | ↳ Votanti (% su iscritti)          | ↳ Votanti (% su iscritti)          | 752                         | 76,89                       | 826                           | 84,46                         |
| ↳ Voti validi (% su votanti)       | ↳ Voti validi (% su votanti)       | ↳ Voti validi (% su votanti)       | 709                         | 94,28                       | 806                           | 97,58                         |
| ↳ Schede non valide (% su votanti) | ↳ Schede non valide (% su votanti) | ↳ Schede non valide (% su votanti) | 43                          | 5,72                        | 20                            | 2,42                          |
| ↳ Astenuti (% su iscritti)         | ↳ Astenuti (% su iscritti)         | ↳ Astenuti (% su iscritti)         | 226                         | 23,11                       | 152                           | 15,54                         |

### XIII legislatura
Le votazioni si svolsero in 508 collegi uninominali a doppio turno con la normativa del 1860 (al primo turno un numero di voti maggiore di un terzo degli iscritti al voto).
| Partito                            | Partito                            | Candidato                          | Primo turno 5 novembre 1876 | Primo turno 5 novembre 1876 | Ballottaggio 12 novembre 1876 | Ballottaggio 12 novembre 1876 |
| Partito                            | Partito                            | Candidato                          | Voti                        | %                           | Voti                          | %                             |
| ---------------------------------- | ---------------------------------- | ---------------------------------- | --------------------------- | --------------------------- | ----------------------------- | ----------------------------- |
|                                    | —                                  | Salvatore Pacelli                  | 428                         | 50,29                       | 525                           | 56,51                         |
|                                    | —                                  | Michele Ungaro                     | 342                         | 40,19                       | 404                           | 43,49                         |
|                                    | —                                  | Orazio Faraone                     | 81                          | 9,52                        |                               |                               |
|                                    |                                    |                                    |                             |                             |                               |                               |
| Iscritti                           | Iscritti                           | Iscritti                           | 1 059                       | 100,00                      | 1 059                         | 100,00                        |
| ↳ Votanti (% su iscritti)          | ↳ Votanti (% su iscritti)          | ↳ Votanti (% su iscritti)          | 878                         | 82,91                       | 933                           | 88,10                         |
| ↳ Voti validi (% su votanti)       | ↳ Voti validi (% su votanti)       | ↳ Voti validi (% su votanti)       | 851                         | 96,92                       | 929                           | 99,57                         |
| ↳ Schede non valide (% su votanti) | ↳ Schede non valide (% su votanti) | ↳ Schede non valide (% su votanti) | 27                          | 3,08                        | 4                             | 0,43                          |
| ↳ Astenuti (% su iscritti)         | ↳ Astenuti (% su iscritti)         | ↳ Astenuti (% su iscritti)         | 181                         | 17,09                       | 126                           | 11,90                         |

### XIV legislatura
Le votazioni si svolsero in 508 collegi uninominali a doppio turno con la normativa del 1860 (al primo turno un numero di voti maggiore di un terzo degli iscritti al voto).
| Partito                            | Partito                            | Candidato                          | Risultati 16 maggio 1880 | Risultati 16 maggio 1880 |
| Partito                            | Partito                            | Candidato                          | Voti                     | %                        |
| ---------------------------------- | ---------------------------------- | ---------------------------------- | ------------------------ | ------------------------ |
|                                    | —                                  | Salvatore Pacelli                  | 413                      | 54,70                    |
|                                    | —                                  | Michele Ungaro                     | 284                      | 37,62                    |
|                                    | —                                  | Alfonso De Angelis                 | 58                       | 7,68                     |
|                                    |                                    |                                    |                          |                          |
| Iscritti                           | Iscritti                           | Iscritti                           | 968                      | 100,00                   |
| ↳ Votanti (% su iscritti)          | ↳ Votanti (% su iscritti)          | ↳ Votanti (% su iscritti)          | 767                      | 79,24                    |
| ↳ Voti validi (% su votanti)       | ↳ Voti validi (% su votanti)       | ↳ Voti validi (% su votanti)       | 755                      | 98,44                    |
| ↳ Schede non valide (% su votanti) | ↳ Schede non valide (% su votanti) | ↳ Schede non valide (% su votanti) | 12                       | 1,56                     |
| ↳ Astenuti (% su iscritti)         | ↳ Astenuti (% su iscritti)         | ↳ Astenuti (% su iscritti)         | 201                      | 20,76                    |